# Kgalagadi Transfrontier nationalpark
Kgalagadi Transfrontier nationalpark ligger i norra Sydafrika och sydvästra Botswana. Den är med en yta av 35 551 km² större än Kruger nationalpark. Skyddsområdet bildades den 12 maj 2000 genom sammanslagning av två tidigare nationalparker på var sida av gränsen. Den sydafrikanska delen som inrättades 1931 var Kalahari Gemsbok Nationalpark och skyddszonen i Botswana hette Gemsbok nationalpark.
Parken förvaltas bland annat av Peace Parks Foundation.
Parken kännetecknas av rödaktiga sanddyner och många glest fördelade buskar samt träd av arten Acacia erioloba. Här lever stora hjordar av gemsbock (Oryx gazella), springbock (Antidorcas marsupialis), elandantiloper (Taurotragus) och gnuer (Connochaetes) som jagas av lejon och andra rovdjur. Andra typiska djur är surikater, kolonivävare (Philetairus socius) och afrikansk pygméfalk (Polihierax semitorquatus).
Trots parkens skyddsstatus godkände Botswanas regering 2014 att hydraulisk spräckning kan utföras i statens del av området.